# フェリペ・シウヴァ・コレア・ドス・サントス
フェリペ・シウヴァ・コレア・ドス・サントス（Felipe Silva Correa dos Santos、1997年1月3日 - ）は、ブラジル・サンパウロ出身のプロサッカー選手。ケシュラFK所属。ポジションは、フォワード、ミッドフィールダー（ウイング）。